# Kościół Opatrzności Bożej w Katowicach
Kościół Opatrzności Bożej – rzymskokatolicki kościół parafialny należący do dekanatu Katowice-Śródmieście archidiecezji katowickiej. Znajduje się w katowickiej dzielnicy Zawodzie.

## Historia

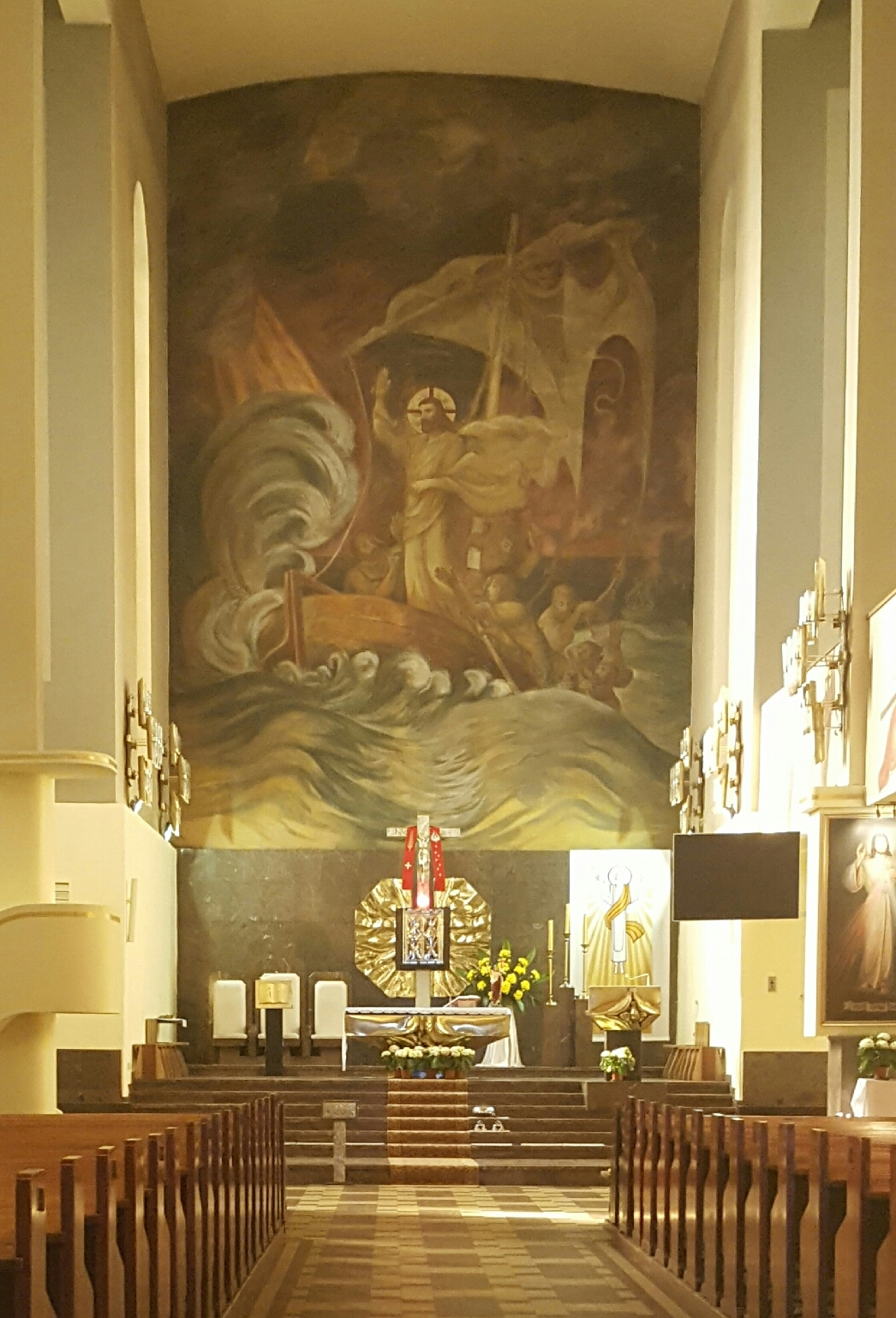
Prezbiterium (2016)

Już w 1910 parafia w Bogucicach zakupiła działkę w Zawodziu, na której planowano wybudować nowy kościół. W latach 20. XX wieku teren ten został powiększony do powierzchni 5,721 m², poprzez dokupienie kolejnej parceli. 13 października 1924 utworzony został Komitet Budowy Kościoła, na czele którego stanął ks. Franciszek Ścigała, proboszcz z Bogucic. 24 kwietnia 1925 Komitet przekształcił się w Towarzystwo Budowy Kościoła na Zawodziu. Prezesem Towarzystwa został p. Kosan, właściciel drukarni „Stella”. W 1926 mianowano lokalistę planowanej parafii, został nim ks. Antoni Linder z parafii w Siemianowicach Śląskich, a 1 stycznia 1927 erygowano parafię (wydzieloną z parafii św. Szczepana w Bogucicach). Do października 1928 nabożeństwa odbywały się w tymczasowym kościele, w sali w gospodzie Jana Posza przy ul. Murckowskiej.
Projekt kościoła opracował w 1929 Tadeusz Łobos, architekt z Katowic. Świątynia miała być trójnawowa, z transeptem i wieżą z boku, o konstrukcji ramowej żelbetowej wypełnionej cegłą. Projekt został zatwierdzony przez kurię katowicką 17 stycznia 1930 i w tym samym roku przystąpiono do prac budowlanych.
Budowa świątyni została rozpoczęta w dniu 30 sierpnia 1930 roku, 31 sierpnia został poświęcony kamień węgielny, natomiast już 4 października 1931 roku budowla została poświęcona przez dziekana, ks. Józefa Kubisa. Budowę prowadziło przedsiębiorstwo Leopolda Dębińskiego. Pozostałe prace zlecono firmom: Gottfried Heinzel z Siemianowic (witraże), „Triton” z Katowic (prace wiertnicze), Franciszek Bier z Załęża (posadzki), „Krzyżanowski” z Zawodzia (żelazne ramy okienne), „Kutsch” z Zawodzia (drzwi), „Brody” z Zawodzia (ławki kościelne).
W sierpniu 1931 roku trwały prace wykończeniowe (wykonanie posadzek, instalacji elektrycznej, wstawienie ławek). Z kaplicy cmentarnej z Bogucic został przeniesiony ołtarz. 20 maja 1933 roku został poświęcony nowy boczny ołtarz św. Floriana, ufundowany przez pracowników huty Kunegunda. Na ołtarzu jest przedstawiony św. Florian w otoczeniu św. Barbary i św. Katarzyny. 19 stycznia 1936 roku został poświęcony pierwszy z trzech dzwonów o nazwie św. Barbara (wykonanego przez firmę Karola Schwabego z Białej k. Bielska). Pozostałe dwa – św. Florian i św. Antoni – zostały poświęcone w 1937 roku, ale w 1942 roku skonfiskował je i wywiózł okupant hitlerowski. W dniu 1 września 1936 roku rozpoczęły się prace budowlane przy wykończeniu wieży świątyni, która przy budowie gmachu świątyni została wzniesiona tylko do drugiej kondygnacji. 9 września 1943 roku zostały poświęcone organy, które zostały wykonane w zakładzie Carla Berschdorfa z Nysy. 21 lutego 1945 roku świątynia została poważnie uszkodzona na skutek eksplozji wagonów z materiałami wybuchowymi, ustawionych na pobliskiej rampie kolejowej. We wrześniu 1950 roku w świątyni została położona nowa posadzka. W latach 1953–1954 wnętrze ozdobiła polichromia autorstwa Adama Bunscha.
Obiekt wpisano do rejestru zabytków nieruchomych województwa śląskiego 29 maja 2019 (nr rej. A/515/2019).

## Otoczenie
Obok kościoła znajduje się plebania wybudowana w latach 1948-1949 według projektu architekta Józefa Golasowskiego z Mysłowic. W 1988 oddano do użytku dom katechetyczny wybudowany po stronie wschodniej kościoła.